# 智積寺 (南あわじ市)
智積寺（ちしゃくじ）は、兵庫県南あわじ市湊（みなと）にある高野山真言宗の寺院。本尊は大日如来。
淡路島十三仏霊場 第七番札所で、 淡路四国八十八か所霊場の第三十二番札所、境内の薬師堂は薬師霊場の第九番札所で、心身二か寺霊場の身体の霊場である。

## 概要
元禄年間に、湊の地にあった六つの小坊が集まって建立された。中心の薬師堂は鎌倉時代からあったと伝えられている。

## 近隣
愛宕山の丘の上に湊口神社と並んで位置し、三原平野や湊港をのぞむことができる。

## 境内
三重の塔は江戸時代に練り石で作られている。
薬師堂の石造薬師如来は目や耳の病にご利益があるとされる。